# Médaille du service en Asie du Sud-Ouest
La Médaille du service en Asie du Sud-Ouest est une médaille militaire de campagne créée en 2002 par la Reine du Canada afin de reconnaître les membres des Forces canadiennes qui ont directement participé aux efforts de lutte contre le terrorisme en Asie du Sud-Ouest à la suite des attentats du 11 septembre 2001 d'Al-Qaeda aux États-Unis. C'est la cinquième plus haute médaille dans le système de distinctions canadien pour les médailles pour le service de guerre et d'opération.

## Caractéristiques
La Médaille du service en Asie du Sud-Ouest fut conçue par Carl Gauthier et par l'Héraut Fraser Cathy Bursey-Sabourin. La médaille a la forme d'un disque de nickel plaqué de bronze de 36 mm de diamètre. L'avers de la médaille porte les mots latins « ELIZABETH II DEI GRATIA REGINA » (Élisabeth II, par la grâce de Dieu, Reine) et, séparé par des feuilles d'érable, « CANADA » entourant une effigie de la reine Élisabeth II portant le diadème d'apparat de George IV symbolisant son rôle de Fount of Honour et de commandant en chef des Forces canadiennes. Le revers est une représentation de l'hydre de Lerne transpercée par une épée canadienne ; le tout circonscrit par les mots latins « ADVERSUS MALUM PUGNAMUS » (nous combattons le mal).
La médaille est portée sur le côté gauche de la poitrine. Elle est suspendue à un ruban de 31,8 mm de large coloré par des bandes verticales beiges représentant le théâtre opérationnel, rouges rappelant le sang versé le 11 septembre 2001 et noires évoquant le choc des attaques sur New York et Washington symétriquement disposées de chaque côté d'une bande centrale de couleur blanche symbolisant la paix. Un individu possédant déjà la Médaille du Golfe et du Koweït peut se voir remettre une barrette en nickel plaqué de bronze à rebords relevés et portant le mot « AFGHANISTAN » pour l'apposer sur le ruban de la médaille.

## Éligibilité
Le 6 août 2002, la reine Élisabeth II, sur les recommandations de son Cabinet sous le premier ministre Jean Chrétien, créa la Médaille du service en Asie du Sud-Ouest pour reconnaître les membres des Forces canadiennes qui ont fourni un support dans la Guerre d'Afghanistan. Afin d'être éligibles pour la médaille, les militaires doivent avoir servi dans les opérations conduites en Asie du Sud-Ouest pour au moins 90 jours après le 11 septembre 2001. Ceux qui furent engagés directement dans le combat pour un minimum de 30 jours avec l'ennemi dans le théâtre opérationnel qui inclut l'Afghanistan, le Bahreïn, le Koweït, le Qatar, les Émirats arabes unis, le golfe Persique, le golfe d'Oman, la mer d'Arabie, le golfe d'Aden, la mer Rouge, le canal de Suez et les parties du Nord-Ouest de l'océan Indien sont éligibles à recevoir une barrette additionnelle. Au total, 7 497 médailles furent remises et 7 200 barrettes.